# Batuyang
Batuyang is een bestuurslaag in het regentschap Oost-Lombok van de provincie West-Nusa Tenggara, Indonesië. Batuyang telt 8329 inwoners (volkstelling 2010).